# Benedetto Eredi
Benedetto Eredi (Ravenna, 1750 – Firenze, dopo il 1815) è stato un incisore italiano.

## Biografia
Nato nel 1750 a Ravenna, operò poi a Firenze in collaborazione prima con Ignazio Enrico Hugford e successivamente con G. B. Cecchi, con il quale entrò in società, firmando le loro opere "Cecchi & Eredi", tra le quali si ricordano: 

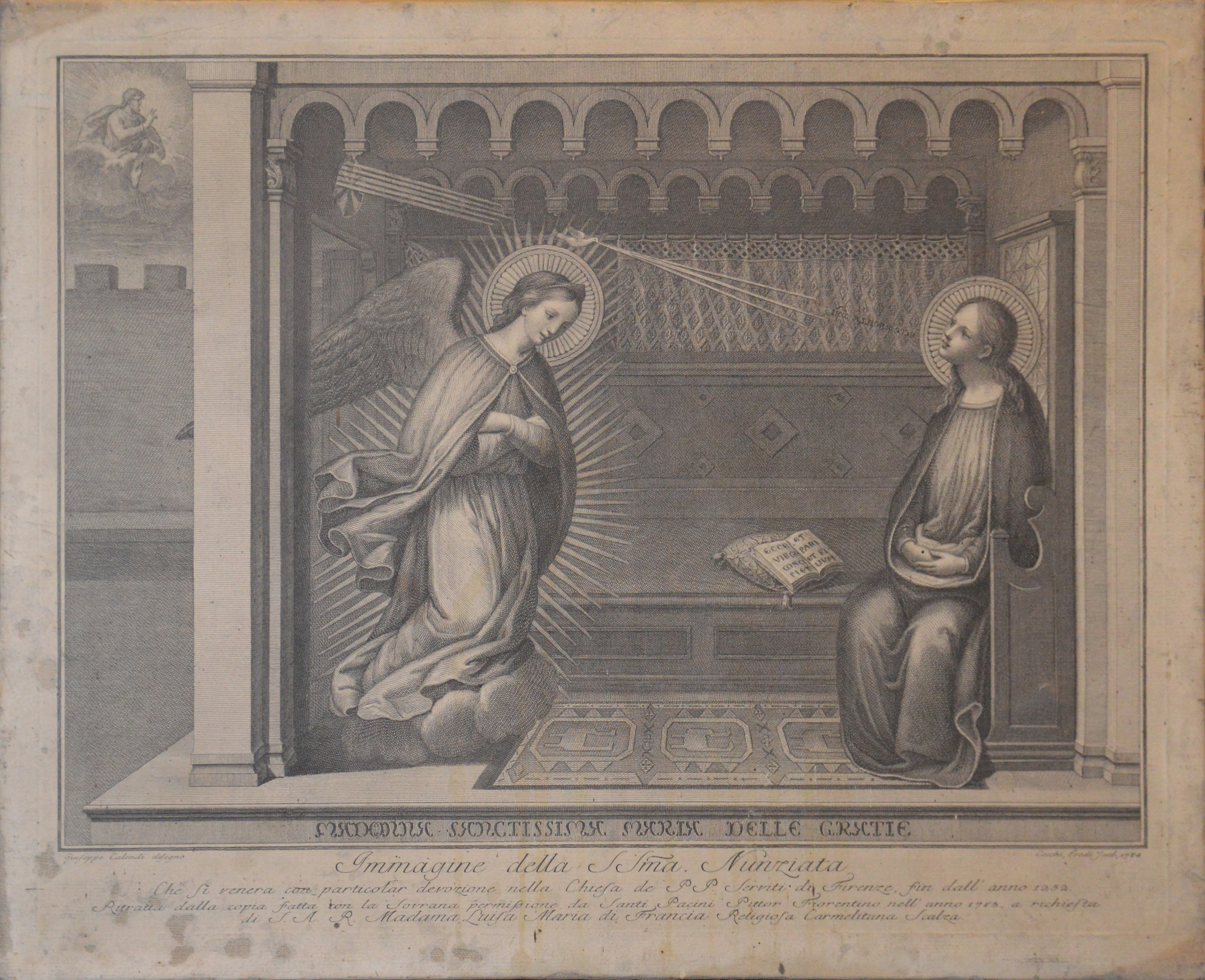
Cecchi-Eredi, Santissima Annunziata (da Pacini)

- Bonarum artium splendori XII tabulae a praestantissimis Italiae pictoribus expressae, Florentiae, in folio, tavole 24; i due volumi (1776, 1779).
- Raccolta di 24 stampe rappresentanti quadri copiati da alcune gallerie e palazzi di Firenze, 1779-1787.
- Sepolcro di Dante a Ravenna, 1783.
- Incisione dell'immagine della Ss. Annunziata, 1784.
- La vita di s. Giovanni Battista e le quattro principali Virtù dipinte a fresco da Andrea Del Sarto nel chiostro della già Compagnia dello Scalzo ed ora incise in XIV tavole, 1794.
- Vita di papa Pio VII, 1815, ultima opera firmata insieme.